# Vennanthur
Vennanthur (o Vennandur) è una suddivisione dell'India, classificata come town panchayat, di 13.475 abitanti, situata nel distretto di Namakkal, nello stato federato del Tamil Nadu. In base al numero di abitanti la città rientra nella classe IV (da 10.000 a 19.999 persone).

## Geografia fisica
La città è situata a 11° 31' 14 N e 78° 05' 14 E.

## Società

### Evoluzione demografica
Al censimento del 2001 la popolazione di Vennanthur assommava a 13.475 persone, delle quali 6.968 maschi e 6.507 femmine. I bambini di età inferiore o uguale ai sei anni assommavano a 1.534, dei quali 793 maschi e 741 femmine. Infine, coloro che erano in grado di saper almeno leggere e scrivere erano 7.994, dei quali 4.774 maschi e 3.220 femmine.